# Copa Europea de la FIBA 2019-20
La Copa Europea de la FIBA 2019-20 fue la quinta temporada de la Copa Europea de la FIBA una competición europea de baloncesto profesional para clubes que fue instaurada por FIBA. La competición comenzó el 1 de octubre de 2019, con las rondas de clasificación, y tenía previsto finalizar el 29 de abril de 2020.
Con motivo de la pandemia de enfermedad por coronavirus de 2020, FIBA Europa decidió suspender indefinidamente y sin reanudar hasta el final de la temporada actual de clubes todos los partidos de las competiciones organizadas por FIBA Europa (Euroliga Femenina, Copa Europea Femenina de la FIBA y Copa Europea de la FIBA), excepto la Basketball Champions League (se realizó una Final Eight en octubre de 2020). En función de cómo evolucione la situación con la pandemia y siguiendo las decisiones futuras de la FIBA sobre las competiciones de baloncesto, la Junta tomará las decisiones necesarias con respecto al estado de la edición 2019-20 de estas competiciones. Ya no se iniciaron las semifinales y quedó el título desierto para la temporada 2019-20.

## Distribución de equipos
Un total de 42 equipos participan en esta edición de la Liga Europea de la FIBA.

### Equipos
Las etiquetas entre paréntesis indican como se ha clasificado cada equipo para la ronda a la que comienza. 
- 1º, 2º, 3º, 4º, 5º, etc.: Posición final de la liga, incluidos los eventuales Playoffs
- CL: Transferido de la Liga de Campeones
  - FG: Quinto y sexto lugar de la fase de grupos
  - QR: Perdedores de la fase de clasificación

| Fase de grupos        | Fase de grupos         | Fase de grupos                | Fase de grupos              |
| --------------------- | ---------------------- | ----------------------------- | --------------------------- |
| Spirou (3º)           | Ironi Nes Ziona (6º)   | Ventspils (CL QR2)            | Tsmoki Minsk (CL QR1)       |
| Phoenix Brussels (4º) | Landstede Hammers (1º) | Legia (CL QR2)                | Balkan (CL QR1)             |
| Egis Körmend (2º)     | Sibiu (2º)             | Benfica (CL QR2)              | Bakken Bears (CL QR1)       |
| Pécs Veolia (3º)      | Enisey (9º)            | Södertälje Kings (CL QR2)     | Z-Mobile Prishtina (CL QR1) |
| Levski Lukoil (2º)    | Bahçeşehir Koleji (9º) | Fribourg Olympic (CL QR2)     | Donar (CL QR1)              |
| APOEL (3º)            | Keravnos (CL QR2)      | Kiev Basket (CL QR2)          | Oradea (CL QR1)             |
| medi Bayreuth (12º)   | Karhu (CL QR2)         | ece Bulls Kapfenberg (CL QR1) | Inter Bratislava (CL QR1)   |
| Fase de clasificación |                        |                               |                             |
| Borisfen (2º)         | Kataja (6º)            | U-BT Cluj-Napoca (3º)         | Dnipro (4º)                 |
| Beroe (3º)            | Rahoveci (2º)          | Borås (2º)                    |                             |
| Tartu Ülikool (5º)    | ZZ Leiden (3º)         | Pınar Karşıyaka (11º)         |                             |

## Calendario de partidos y sorteos
El calendario de la competición es el siguiente (Todos los sorteos se efectuarán en la sede de la FIBA en Múnich, Alemania, a menos que se diga lo contrario):
| Fase                   | Ronda               | Día del sorteo      | Primera vuelta          | Segunda vuelta          |
| ---------------------- | ------------------- | ------------------- | ----------------------- | ----------------------- |
| Rondas clasificatorias | Fase clasificatoria | 24 de julio de 2019 | 1-2 de octubre de 2019  | 9 de octubre de 2019    |
| Fase de grupos         | Jornada 1           | 24 de julio de 2019 | 23 de octubre de 2019   | 23 de octubre de 2019   |
| Fase de grupos         | Jornada 2           | 24 de julio de 2019 | 30 de octubre de 2019   | 30 de octubre de 2019   |
| Fase de grupos         | Jornada 3           | 24 de julio de 2019 | 6 de noviembre de 2019  | 6 de noviembre de 2019  |
| Fase de grupos         | Jornada 4           | 24 de julio de 2019 | 13 de noviembre de 2019 | 13 de noviembre de 2019 |
| Fase de grupos         | Jornada 5           | 24 de julio de 2019 | 20 de noviembre de 2019 | 20 de noviembre de 2019 |
| Fase de grupos         | Jornada 6           | 24 de julio de 2019 | 27 de noviembre de 2019 | 27 de noviembre de 2019 |
| Segunda fase           | Jornada 1           | 24 de julio de 2019 | 11 de diciembre de 2019 | 11 de diciembre de 2019 |
| Segunda fase           | Jornada 2           | 24 de julio de 2019 | 18 de diciembre de 2019 | 18 de diciembre de 2019 |
| Segunda fase           | Jornada 3           | 24 de julio de 2019 | 8 de enero de 2020      | 8 de enero de 2020      |
| Segunda fase           | Jornada 4           | 24 de julio de 2019 | 22 de enero de 2020     | 22 de enero de 2020     |
| Segunda fase           | Jornada 5           | 24 de julio de 2019 | 29 de enero de 2020     | 29 de enero de 2020     |
| Segunda fase           | Jornada 6           | 24 de julio de 2019 | 5 de febrero de 2020    | 5 de febrero de 2020    |
| Playoffs               | Cuartos de final    | 24 de julio de 2019 | 4 de marzo de 2020      | 11 de marzo de 2020     |
| Playoffs               | Semifinales         | 24 de julio de 2019 | 25 de marzo de 2020     | 1 de abril de 2020      |
| Playoffs               | Final               | 24 de julio de 2019 | 22 de abril de 2020     | 29 de abril de 2020     |

## Fases previas
El sorteo para las fase previas fue el 24 de julio de 2019 en Múnich, Alemania.
En la fase clasificatoria, los equipos son divididos en cabezas y no cabezas de serie, con base en los coeficientes de club, luego son sorteadas las eliminatorias de ida y vuelta. Los equipos del mismo país no puedes ser emparejados entre sí.

### Fase de clasificación
Un total de 10 equipos juegan la primera fase. La ida se jugará el 1 y 2 de octubre y la vuelta el 9 de octubre de 2019.
| Equipo 1      | Agr.    | Equipo 2         | Ida    | Vuelta |
| ------------- | ------- | ---------------- | ------ | ------ |
| Tartu Ülikool | 165–171 | Kataja           | 78–72  | 87–99  |
| Beroe         | 172–179 | ZZ Leiden        | 86–71  | 86–108 |
| Borisfen      | 147–182 | Dnipro           | 76–101 | 71–81  |
| Borås         | 128–155 | Pınar Karşıyaka  | 70–77  | 58–78  |
| Rahoveci      | 120–189 | U-BT Cluj-Napoca | 73–98  | 47–91  |

## Fase de grupos

### Grupo A
| Pos. | Equipo               | PJ | G | P | PF  | PC  | DP  | Pts | Clasificación             |       | BEN   | LEI    | INT   | PEC     |
| ---- | -------------------- | -- | - | - | --- | --- | --- | --- | ------------------------- | ----- | ----- | ------ | ----- | ------- |
| 1    | Benfica (Q)          | 6  | 5 | 1 | 517 | 419 | +98 | 11  | Avanzan a la segunda fase |       | —     | 103–99 | 77–68 | 85–66   |
| 2    | ZZ Leiden (Q)        | 6  | 4 | 2 | 533 | 503 | +30 | 10  | Avanzan a la segunda fase |       | 84–68 | —      | 80–67 | 105–100 |
| 3    | Inter Bratislava (E) | 6  | 2 | 4 | 486 | 520 | −34 | 8   |                           |       | 91–95 | 78–88  | —     | 88–87   |
| 4    | Pécs Veolia (E)      | 6  | 1 | 5 | 514 | 538 | −24 | 7   |                           | 81–89 | 87–77 | 93–94  | —     |         |

 Fuente: Copa Europea de la FIBA

### Grupo B
| Pos. | Equipo                   | PJ | G | P | PF  | PC  | DP  | Pts | Clasificación             |       | IRO    | LAN   | KER   | KAP   |
| ---- | ------------------------ | -- | - | - | --- | --- | --- | --- | ------------------------- | ----- | ------ | ----- | ----- | ----- |
| 1    | Ironi Nes Ziona B.C. (Q) | 6  | 6 | 0 | 460 | 405 | +55 | 12  | Avanzan a la segunda fase |       | —      | 92–90 | 87–78 | 20–0  |
| 2    | Landstede Hammers (Q)    | 6  | 3 | 3 | 530 | 477 | +53 | 9   | Avanzan a la segunda fase |       | 88–94  | —     | 78–72 | 89–64 |
| 3    | Keravnos (E)             | 6  | 2 | 4 | 464 | 491 | −27 | 8   |                           |       | 74–85  | 88–85 | —     | 76–70 |
| 4    | ece Bulls Kapfenberg (E) | 6  | 1 | 5 | 362 | 443 | −81 | 7   |                           | 75–82 | 67–100 | 86–76 | —     |       |

 Fuente: Copa Europea de la FIBA

### Grupo C
| Pos. | Equipo                 | PJ | G | P | PF  | PC  | DP   | Pts | Clasificación             |       | VEN    | BAY    | PRI    | APO    |
| ---- | ---------------------- | -- | - | - | --- | --- | ---- | --- | ------------------------- | ----- | ------ | ------ | ------ | ------ |
| 1    | Ventspils (Q)          | 6  | 6 | 0 | 602 | 439 | +163 | 12  | Avanzan a la segunda fase |       | —      | 95–77  | 104–84 | 105–57 |
| 2    | medi Bayreuth (Q)      | 6  | 4 | 2 | 542 | 472 | +70  | 10  | Avanzan a la segunda fase |       | 80–84  | —      | 97–89  | 112–68 |
| 3    | Z-Mobile Prishtina (E) | 6  | 2 | 4 | 513 | 570 | −57  | 8   |                           |       | 72–122 | 68–93  | —      | 93–74  |
| 4    | APOEL (E)              | 6  | 0 | 6 | 416 | 592 | −176 | 6   |                           | 69–92 | 68–83  | 80–107 | —      |        |

 Fuente: Copa Europea de la FIBA

### Grupo D
| Pos. | Equipo                | PJ | G | P | PF  | PC  | DP  | Pts | Clasificación             |       | BAH   | ORA   | FRI   | SIB   |
| ---- | --------------------- | -- | - | - | --- | --- | --- | --- | ------------------------- | ----- | ----- | ----- | ----- | ----- |
| 1    | Bahçeşehir Koleji (Q) | 6  | 5 | 1 | 472 | 430 | +42 | 11  | Avanzan a la segunda fase |       | —     | 66–71 | 79–70 | 80–71 |
| 2    | Oradea (Q)            | 6  | 4 | 2 | 461 | 456 | +5  | 10  | Avanzan a la segunda fase |       | 77–88 | —     | 67–87 | 92–86 |
| 3    | Fribourg Olympic (E)  | 6  | 2 | 4 | 428 | 466 | −38 | 8   |                           |       | 60–76 | 60–79 | —     | 69–91 |
| 4    | Sibiu (E)             | 6  | 1 | 5 | 472 | 481 | −9  | 7   |                           | 81–83 | 69–75 | 74–82 | —     |       |

 Fuente: Copa Europea de la FIBA

### Grupo E
| Pos. | Equipo               | PJ | G | P | PF  | PC  | DP  | Pts | Clasificación             |       | KAR     | SPI   | DON   | BRU   |
| ---- | -------------------- | -- | - | - | --- | --- | --- | --- | ------------------------- | ----- | ------- | ----- | ----- | ----- |
| 1    | Pınar Karşıyaka (Q)  | 6  | 5 | 1 | 496 | 410 | +86 | 11  | Avanzan a la segunda fase |       | —       | 92–54 | 77–57 | 93–90 |
| 2    | Spirou (Q)           | 6  | 3 | 3 | 473 | 467 | +6  | 9   | Avanzan a la segunda fase |       | 81–76   | —     | 87–56 | 72–75 |
| 3    | Donar (E)            | 6  | 2 | 4 | 386 | 454 | −68 | 8   |                           |       | 62–79   | 64–78 | —     | 75–63 |
| 4    | Phoenix Brussels (E) | 6  | 2 | 4 | 468 | 492 | −24 | 8   |                           | 66–79 | 104–101 | 70–72 | —     |       |

 Fuente: Copa Europea de la FIBA

### Grupo F
| Pos. | Equipo            | PJ | G | P | PF  | PC  | DP  | Pts | Clasificación             |       | KYI   | TSM   | LEV   | DNI     |
| ---- | ----------------- | -- | - | - | --- | --- | --- | --- | ------------------------- | ----- | ----- | ----- | ----- | ------- |
| 1    | Kiev Basket (Q)   | 6  | 4 | 2 | 506 | 492 | +14 | 10  | Avanzan a la segunda fase |       | —     | 74–99 | 86–66 | 95–88   |
| 2    | Tsmoki Minsk (Q)  | 6  | 3 | 3 | 511 | 500 | +11 | 9   | Avanzan a la segunda fase |       | 84–92 | —     | 81–68 | 108–101 |
| 3    | Levski Lukoil (E) | 6  | 3 | 3 | 453 | 453 | 0   | 9   |                           |       | 76–83 | 75–64 | —     | 85–78   |
| 4    | Dnipro (E)        | 6  | 2 | 4 | 497 | 522 | −25 | 8   |                           | 79–76 | 90–75 | 61–83 | —     |         |

 Fuente: Copa Europea de la FIBA

### Grupo G
| Pos. | Equipo               | PJ | G | P | PF  | PC  | DP  | Pts | Clasificación             |       | CLU   | ENI   | BAL   | SOD   |
| ---- | -------------------- | -- | - | - | --- | --- | --- | --- | ------------------------- | ----- | ----- | ----- | ----- | ----- |
| 1    | U-BT Cluj-Napoca (Q) | 6  | 5 | 1 | 533 | 490 | +43 | 11  | Avanzan a la segunda fase |       | —     | 97–83 | 92–80 | 85–74 |
| 2    | Enisey (Q)           | 6  | 4 | 2 | 533 | 478 | +55 | 10  | Avanzan a la segunda fase |       | 97–87 | —     | 84–69 | 99–78 |
| 3    | Balkan (E)           | 6  | 2 | 4 | 480 | 524 | −44 | 8   |                           |       | 76–86 | 82–80 | —     | 90–89 |
| 4    | Södertälje Kings (E) | 6  | 1 | 5 | 479 | 535 | −56 | 7   |                           | 80–86 | 65–92 | 93–83 | —     |       |

 Fuente: Copa Europea de la FIBA

### Grupo H
| Pos. | Equipo           | PJ | G | P | PF  | PC  | DP  | Pts | Clasificación             |       | BAK   | KOR   | KAT   | LEG     |
| ---- | ---------------- | -- | - | - | --- | --- | --- | --- | ------------------------- | ----- | ----- | ----- | ----- | ------- |
| 1    | Bakken Bears (Q) | 6  | 5 | 1 | 502 | 476 | +26 | 11  | Avanzan a la segunda fase |       | —     | 81–87 | 89–70 | 77–74   |
| 2    | Egis Körmend (Q) | 6  | 4 | 2 | 491 | 465 | +26 | 10  | Avanzan a la segunda fase |       | 80–86 | —     | 81–75 | 74–60   |
| 3    | Kataja (E)       | 6  | 2 | 4 | 489 | 537 | −48 | 8   |                           |       | 82–85 | 95–91 | —     | 112–105 |
| 4    | Legia (E)        | 6  | 1 | 5 | 476 | 480 | −4  | 7   |                           | 83–84 | 68–78 | 86–55 | —     |         |

 Fuente: Copa Europea de la FIBA

## Segunda fase

### Grupo I
| Pos. | Equipo            | PJ | G | P | PF  | PC  | DP  | Pts | Clasificación              |       | BAY    | BAK    | BEN   | SPI    |
| ---- | ----------------- | -- | - | - | --- | --- | --- | --- | -------------------------- | ----- | ------ | ------ | ----- | ------ |
| 1    | medi Bayreuth (Q) | 6  | 5 | 1 | 581 | 526 | +55 | 11  | Avanzan a cuartos de final |       | —      | 105–82 | 96–78 | 100–89 |
| 2    | Bakken Bears (Q)  | 6  | 4 | 2 | 542 | 527 | +15 | 10  | Avanzan a cuartos de final |       | 110–92 | —      | 88–75 | 101–87 |
| 3    | Benfica (E)       | 6  | 3 | 3 | 494 | 494 | 0   | 9   |                            |       | 77–91  | 90–79  | —     | 89–62  |
| 4    | Spirou (E)        | 6  | 0 | 6 | 484 | 554 | −70 | 6   |                            | 90–97 | 78–82  | 78–85  | —     |        |

 Fuente: Copa Europea de la FIBA

### Grupo J
| Pos. | Equipo                   | PJ | G | P | PF  | PC  | DP  | Pts | Clasificación              |       | TSM   | CLU   | IRO   | ORA   |
| ---- | ------------------------ | -- | - | - | --- | --- | --- | --- | -------------------------- | ----- | ----- | ----- | ----- | ----- |
| 1    | Tsmoki Minsk (Q)         | 6  | 4 | 2 | 481 | 446 | +35 | 10  | Avanzan a cuartos de final |       | —     | 78–76 | 97–75 | 68–62 |
| 2    | U-BT Cluj-Napoca (Q)     | 6  | 4 | 2 | 474 | 460 | +14 | 10  | Avanzan a cuartos de final |       | 76–74 | —     | 82–71 | 81–76 |
| 3    | Ironi Nes Ziona B.C. (E) | 6  | 2 | 4 | 476 | 501 | −25 | 8   |                            |       | 84–75 | 81–84 | —     | 85–77 |
| 4    | Oradea (E)               | 6  | 2 | 4 | 454 | 478 | −24 | 8   |                            | 73–89 | 80–75 | 86–80 | —     |       |

 Fuente: Copa Europea de la FIBA

### Grupo K
| Pos. | Equipo                | PJ | G | P | PF  | PC  | DP  | Pts | Clasificación              |       | VEN   | KYI   | KOR   | LAN    |
| ---- | --------------------- | -- | - | - | --- | --- | --- | --- | -------------------------- | ----- | ----- | ----- | ----- | ------ |
| 1    | Ventspils (Q)         | 6  | 5 | 1 | 558 | 479 | +79 | 11  | Avanzan a cuartos de final |       | —     | 78–81 | 96–81 | 111–74 |
| 2    | Kiev Basket (Q)       | 6  | 4 | 2 | 481 | 484 | −3  | 10  | Avanzan a cuartos de final |       | 80–88 | —     | 80–78 | 89–76  |
| 3    | Egis Körmend (E)      | 6  | 3 | 3 | 512 | 516 | −4  | 9   |                            |       | 76–96 | 96–74 | —     | 87–80  |
| 4    | Landstede Hammers (E) | 6  | 0 | 6 | 475 | 547 | −72 | 6   |                            | 87–89 | 68–77 | 90–94 | —     |        |

 Fuente: Copa Europea de la FIBA

### Grupo L
| Pos. | Equipo                | PJ | G | P | PF  | PC  | DP   | Pts | Clasificación              |        | KAR    | BAH    | ENI    | LEI    |
| ---- | --------------------- | -- | - | - | --- | --- | ---- | --- | -------------------------- | ------ | ------ | ------ | ------ | ------ |
| 1    | Pınar Karşıyaka (Q)   | 6  | 6 | 0 | 594 | 421 | +173 | 12  | Avanzan a cuartos de final |        | —      | 96–65  | 85–74  | 112–76 |
| 2    | Bahçeşehir Koleji (Q) | 6  | 3 | 3 | 508 | 554 | −46  | 9   | Avanzan a cuartos de final |        | 68–100 | —      | 103–95 | 93–71  |
| 3    | Enisey (E)            | 6  | 2 | 4 | 526 | 547 | −21  | 8   |                            |        | 73–96  | 105–90 | —      | 96–84  |
| 4    | ZZ Leiden (E)         | 6  | 1 | 5 | 472 | 578 | −106 | 7   |                            | 65–105 | 87–89  | 89–83  | —      |        |

 Fuente: Copa Europea de la FIBA

## Playoffs
En los Playoffs, los equipos se enfrentan entre sí en un conjunto de eliminatorias de ida y vuelta. En el sorteo, los ganadores de grupo son considerados cabezas de serie y los segundos son no cabezas de serie. Los cabezas de serie se enfrentaran a los equipos no cabezas de serie, jugándose la vuelta en el campo de equipo cabeza de serie. Los equipos del mismo grupo o del mismo país no pueden ser agrupados en una misma eliminatoria.
|  | Cuartos de final | Cuartos de final  | Cuartos de final | Cuartos de final  |   |                 | Semifinales | Semifinales  | Semifinales | Semifinales |  |  | Final | Final | Final | Final |  |
|  |                  |                   |                  |                   |   |                 |             |              |             |             |  |  |       |       |       |       |  |
|  |                  |                   |                  |                   |   |                 |             |              |             |             |  |  |       |       |       |       |  |
|  | L                | Pınar Karşıyaka   | 89               | 88                |   |                 |             |              |             |             |  |  |       |       |       |       |  |
|  | L                | Pınar Karşıyaka   | 89               | 88                |   |                 |             |              |             |             |  |  |       |       |       |       |  |
|  |                  | Kiev Basket       | 71               | 67                |   |                 |             |              |             |             |  |  |       |       |       |       |  |
|  |                  | Kiev Basket       | 71               | 67                | L | Pınar Karşıyaka |             |              |             |             |  |  |       |       |       |       |  |
|  |                  |                   |                  |                   | L | Pınar Karşıyaka |             |              |             |             |  |  |       |       |       |       |  |
|  |                  |                   |                  | medi Bayreuth     |   |                 |             |              |             |             |  |  |       |       |       |       |  |
|  |                  | U-BT Cluj-Napoca  | 83               | 87                |   |                 |             |              |             |             |  |  |       |       |       |       |  |
|  |                  |                   |                  |                   |   |                 |             |              |             |             |  |  |       |       |       |       |  |
|  | L                | medi Bayreuth     | 82               | 100               |   |                 |             |              |             |             |  |  |       |       |       |       |  |
|  | L                | medi Bayreuth     | 82               | 100               |   |                 |             | Bandera de ? |             |             |  |  |       |       |       |       |  |
|  |                  |                   |                  |                   |   |                 |             |              |             |             |  |  |       |       |       |       |  |
|  |                  |                   | Bandera de ?     |                   |   |                 |             |              |             |             |  |  |       |       |       |       |  |
|  | L                | Tsmoki Minsk      | 66               | 87                |   |                 |             |              |             |             |  |  |       |       |       |       |  |
|  | L                | Tsmoki Minsk      | 66               | 87                |   |                 |             |              |             |             |  |  |       |       |       |       |  |
|  |                  | Bakken Bears      | 79               | 93                |   |                 |             |              |             |             |  |  |       |       |       |       |  |
|  |                  | Bakken Bears      | 79               | 93                | L | Bakken Bears    |             |              |             |             |  |  |       |       |       |       |  |
|  |                  |                   |                  |                   | L | Bakken Bears    |             |              |             |             |  |  |       |       |       |       |  |
|  |                  |                   |                  | Bahçeşehir Koleji |   |                 |             |              |             |             |  |  |       |       |       |       |  |
|  |                  | Bahçeşehir Koleji | 78               | 112               |   |                 |             |              |             |             |  |  |       |       |       |       |  |
|  |                  |                   |                  |                   |   |                 |             |              |             |             |  |  |       |       |       |       |  |
|  | L                | Ventspils         | 77               | 90                |   |                 |             |              |             |             |  |  |       |       |       |       |  |
|  | L                | Ventspils         | 77               | 90                |   |                 |             |              |             |             |  |  |       |       |       |       |  |
|  |                  |                   |                  |                   |   |                 |             |              |             |             |  |  |       |       |       |       |  |

### Cuartos de final
Los partidos de ida se jugaron el 4 de marzo y los partidos de vuelta el 11 de marzo de 2020.
| Equipo 1        | Agr.    | Equipo 2          | Ida   | Vuelta |
| --------------- | ------- | ----------------- | ----- | ------ |
| medi Bayreuth   | 182–170 | U-BT Cluj-Napoca  | 82–83 | 100–87 |
| Tsmoki Minsk    | 153–172 | Bakken Bears      | 66–79 | 87–93  |
| Ventspils       | 167–190 | Bahçeşehir Koleji | 77–78 | 90–112 |
| Pınar Karşıyaka | 177–138 | Kiev Basket       | 89–71 | 88–67  |

#### Partidos de ida
| 4 de marzo de 2020 | Bahçeşehir Koleji                                   | 78–77                                 | Ventspils                                             | Estambul                                                                                                   |  |
| 17:00              | Parciales: 15–22, 21–24, 22–16, 20–15               | Parciales: 15–22, 21–24, 22–16, 20–15 | Parciales: 15–22, 21–24, 22–16, 20–15                 | |  |
|                    | Estadísticas Clark 24 Mathiang 15 Golden 9 Clark 26 | Reporte Pts Reb Asts Val              | Estadísticas 18 Kaufmanis 7 Luther 9 Shorts 24 Shorts | Pabellón: BJK Akatlar Arena Árbitros: Luis Castillo (ESP), Ventsislav Velikov (BUL), Sergei Beliakov (RUS) |  |

| 4 de marzo de 2020 | U-BT Cluj-Napoca                                    | 83–82                                 | medi Bayreuth                                                  | Cluj-Napoca                                                                                      |  |
| 18:00              | Parciales: 25–25, 23–14, 17–19, 18–24               | Parciales: 25–25, 23–14, 17–19, 18–24 | Parciales: 25–25, 23–14, 17–19, 18–24                          |                                                                                                  |  |
|                    | Estadísticas Peak 19 Richard 7 Richard 6 Richard 23 | Reporte Pts Reb Asts Val              | Estadísticas 19 Doreth 8 Bruinsma, Travis 6 Robinson 21 Doreth | Pabellón: BT Arena Árbitros: Janusz Calik (POL), Petr Hrůša (CZE), Beniamino Manuel Attard (ITA) |  |

| 4 de marzo de 2020 | Bakken Bears                                              | 79–66                                 | Tsmoki Minsk                                        | Aarhus |  |
| 18:30              | Parciales: 14–23, 23–12, 15–13, 27–18                     | Parciales: 14–23, 23–12, 15–13, 27–18 | Parciales: 14–23, 23–12, 15–13, 27–18               | |  |
|                    | Estadísticas Evans 14 Evans, Ongwae 8 Hilliard 6 Evans 19 | Reporte Pts Reb Asts Val              | Estadísticas 17 Lowery 11 Salash 8 Lowery 23 Lowery | Pabellón: Vejlby-Risskov Hallen Árbitros: Michal Proc (POL), Alexandre Deman (FRA), Gintaras Mačiulis (LTU) |  |

| 4 de marzo de 2020 | Kiev Basket                                             | 71–89                                 | Pınar Karşıyaka                                                     | Kiev |  |
| 19:30              | Parciales: 21–20, 19–28, 20–19, 11–22                   | Parciales: 21–20, 19–28, 20–19, 11–22 | Parciales: 21–20, 19–28, 20–19, 11–22                               | |  |
|                    | Estadísticas Bliznyuk 16 Petrov 6 Klassen 7 Bliznyuk 19 | Reporte Pts Reb Asts Val              | Estadísticas 16 tres jugadores 8 Kennedy 4 Taylor, M'Baye 24 Triche | Pabellón: Meridian Sports Complex Árbitros: Tanel Suslov (EST), Vladimir Jevtović (SRB), Zdenko Tomašovič (SVK) |  |

#### Partidos de vuelta
| 11 de marzo de 2020 | Tsmoki Minsk                                             | 87–93 (Global: 153–172)               | Bakken Bears                                         | Minsk                                                                                                |  |
| 17:00               | Parciales: 21–27, 26–24, 17–18, 23–24                    | Parciales: 21–27, 26–24, 17–18, 23–24 | Parciales: 21–27, 26–24, 17–18, 23–24                | |  |
|                     | Estadísticas Salash 23 Gavrilovic 11 Lowery 18 Lowery 29 | Reporte Pts Reb Asts Val              | Estadísticas 20 Jukic 5 Evans 6 Hilliard 21 Hilliard | Pabellón: Minsk Arena Árbitros: Gintaras Vitkauskas (LTU), Josip Jurčević (CRO), Blaž Zupančič (SLO) |  |

| 11 de marzo de 2020 | Pınar Karşıyaka                                                       | 88–67 (Global: 177–138)               | Kiev Basket                                        | Esmirna |  |
| 17:00               | Parciales: 19–20, 19–12, 19–17, 31–18                                 | Parciales: 19–20, 19–12, 19–17, 31–18 | Parciales: 19–20, 19–12, 19–17, 31–18              | |  |
|                     | Estadísticas Birsen 16 Kennedy, Morgan 9 Morgan, Yıldırım 3 Morgan 21 | Reporte Pts Reb Asts Val              | Estadísticas 23 Pavlov 7 Pavlov 5 Petrov 24 Pavlov | Pabellón: Mustafa Kemal Atatürk Karşıyaka Sport Hall Árbitros: Andris Aunkrogers (LAT), Petr Hrůša (CZE), Anastasios Manos (GRE) |  |

| 11 de marzo de 2020 | Ventspils                                           | 90–112 (Global: 167–190)              | Bahçeşehir Koleji                                      | Ventspils |  |
| 18:00               | Parciales: 11–34, 24–30, 25–23, 30–25               | Parciales: 11–34, 24–30, 25–23, 30–25 | Parciales: 11–34, 24–30, 25–23, 30–25                  | |  |
|                     | Estadísticas Shorts 20 Čavars 10 Shorts 9 Shorts 25 | Reporte Pts Reb Asts Val              | Estadísticas 41 Golden 11 Golden 19 Mathiang 44 Golden | Pabellón: Ventspils Olympic Center Árbitros: Janusz Calik (POL), Dariusz Zapolski (POL), Goran Sljivic (AUT) |  |

| 11 de marzo de 2020 | medi Bayreuth                                                 | 100–87 (Global: 182–170)              | U-BT Cluj-Napoca                               | Bayreuth                                                                                             |  |
| 18:30               | Parciales: 20–22, 26–26, 36–20, 18–19                         | Parciales: 20–22, 26–26, 36–20, 18–19 | Parciales: 20–22, 26–26, 36–20, 18–19          | |  |
|                     | Estadísticas tres jugadores 15 Linhart 6 Linhart 7 Linhart 25 | Reporte Pts Reb Asts Val              | Estadísticas 23 Peak 10 Peak 5 Richard 28 Peak | Pabellón: Oberfrankenhalle Árbitros: Tanel Suslov (EST), Ilias Kounelles (CYP), Andrei Sharapa (BEL) |  |

### Semifinales
Los partidos de ida se iban a jugar el 25 de marzo y los partidos de vuelta el 1 de abril de 2020.
| Equipo 1        | Agr. | Equipo 2          | Ida        | Vuelta     |
| --------------- | ---- | ----------------- | ---------- | ---------- |
| Pınar Karşıyaka | –    | medi Bayreuth     | Suspendido | Suspendido |
| Bakken Bears    | –    | Bahçeşehir Koleji | Suspendido | Suspendido |

#### Partidos de ida
| 25 de marzo de 2020 | Bahçeşehir Koleji     | vs. | Bakken Bears | Estambul                    |
|                     | Parciales: –, –, –, – |     |              |                             |
|                     |                       |     |              | Pabellón: BJK Akatlar Arena |

| 25 de marzo de 2020 | medi Bayreuth         | vs. | Pınar Karşıyaka | Bayreuth                   |
|                     | Parciales: –, –, –, – |     |                 |                            |
|                     |                       |     |                 | Pabellón: Oberfrankenhalle |

#### Partidos de vuelta
| 1 de abril de 2020 | Bakken Bears          | vs. | Bahçeşehir Koleji | Aarhus                          |
|                    | Parciales: –, –, –, – |     |                   |                                 |
|                    |                       |     |                   | Pabellón: Vejlby-Risskov Hallen |

| 1 de abril de 2020 | Pınar Karşıyaka       | vs. | medi Bayreuth | Esmirna                                              |
|                    | Parciales: –, –, –, – |     |               |                                                      |
|                    |                       |     |               | Pabellón: Mustafa Kemal Atatürk Karşıyaka Sport Hall |

### Final
El partido de ida se iba a jugar el 22 de abril y el partido de vuelta el 29 de abril de 2020.
| Equipo 1 | Agr. | Equipo 2 | Ida        | Vuelta     |
| -------- | ---- | -------- | ---------- | ---------- |
|          | –    |          | Suspendido | Suspendido |